# Éber
En el Gènesi, capítol desè, Éber (hebreu: עֵבֶר בן-שֵׁלָח, Éver ben Šēlāh‎; àrab: هود بن صالح, Hūd ibn Ṣāliḥ) és el fill de Xèlah que va ser pare de Pèleg als trenta-quatre anys. Després va viure quatre-cents trenta anys en què engendrà també a Joctan. Els musulmans el consideren un profeta amb el nom de Hud.
Una llegenda jueva indica que es va casar amb Azurad, filla de Nimrod, el que va dirigir la construcció de la mítica Torre de Babel.
Éber però, va refusar ajudar el seu sogre en la construcció i per això la seva llengua va romandre pura, com l'original. Aquest fet explica que els jueus considerin el seu idioma com a perfecte i el valor que li atorguen en les Escriptures, ja que seria l'idioma de la Creació, amb poders màgics. De fet, el nom Éber estaria a l'arrel de la paraula «hebreu».
Alguns crítics, com Charles Pope, han volgut equiparar-lo al rei Hammurabi.